# Emre Sakçı
Hüseyin Emre Sakçı, född 15 november 1997, är en turkisk simmare.

## Karriär
Sakçı är innehavare av världsrekordet på 50 meter bröstsim på kortbana. Vid europamästerskapen i simsport 2024 tog Sakçı guld på 50 meter bröstsim.